# Esther (Händel)

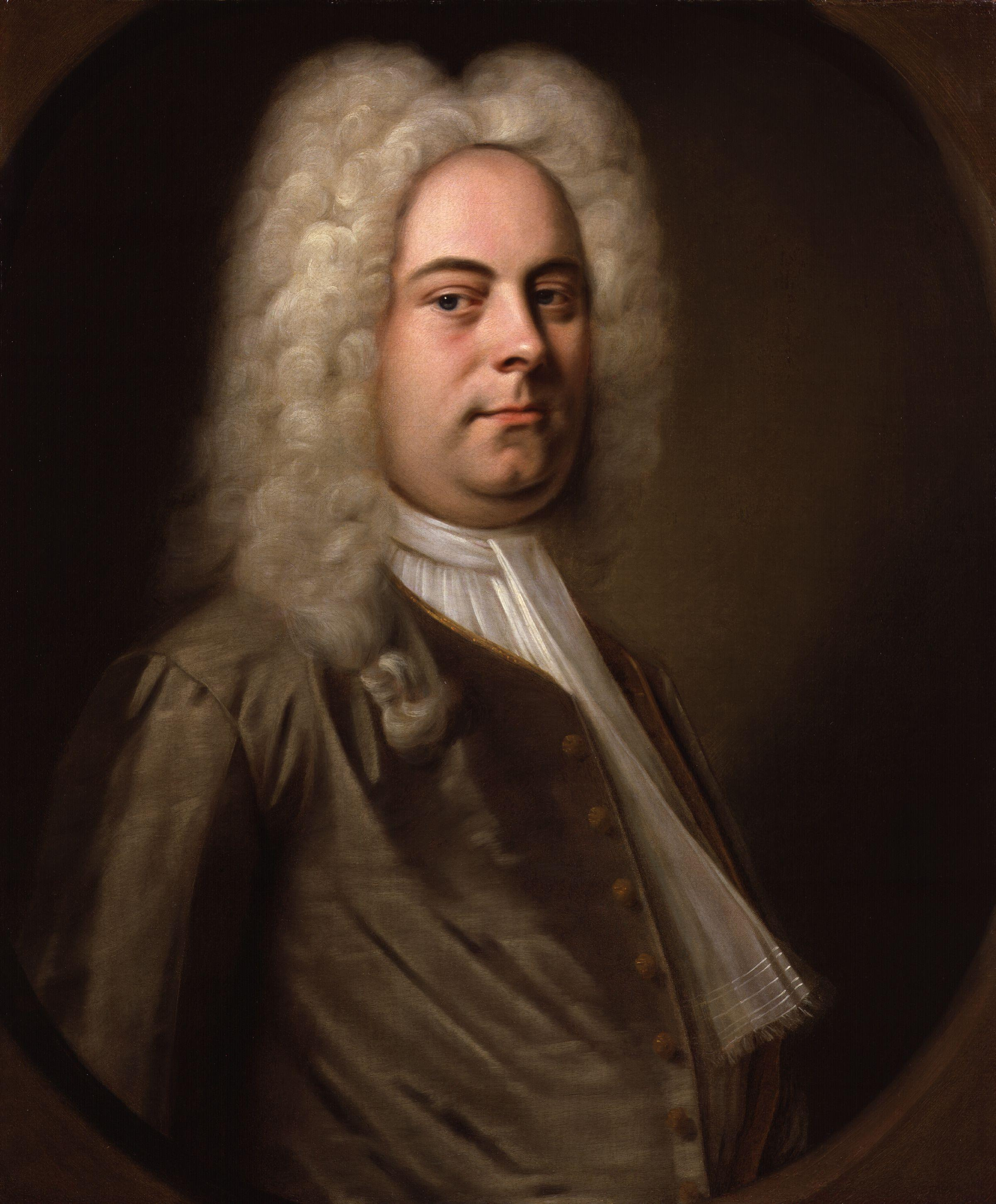
Händel

Esther (HWV 50) är ett oratorium av Georg Friedrich Händel och anses allmänt vara det första engelska oratoriet. Händel använde ett libretto av John Arbuthnot och Alexander Pope efter dramat om Esther från Gamla Testamentet av Jean Racine. Det är ett kort verk (1 tim 40 min) jämfört med Händels senare oratorier.